# Dębnica (dopływ Łeby)
Dębnica – struga, prawy dopływ Łeby.  
Źródła strugi znajdują się w pobliżu Pomieczyńskiej Huty na Pojezierzu Kaszubskim. Struga przepływa przez obszar powiatu kartuskiego i powiatu wejherowskiego oraz przez miejscowości Sianowska Huta, Pomieczyno, Będargowo, Głusino i w pobliżu miejscowości Sianowo uchodzi do Łeby.
Przed II wojną struga miała dwie równoważne nazwy Dębnica i Damnica. W 1948 roku została zniesiona nazwa Damnica.
Powierzchnia zlewni wynosi 47,8 km².